# Ocskó
Ocskó (szlovákul Očkov) község Szlovákiában, a Trencséni kerületben, a Vágújhelyi járásban.

## Fekvése
Vágújhelytől 13 km-re délnyugatra található.

## Története
A mai község területén a bronzkorban az úněticei kultúra települése terült el. A késő bronzkorból a velaticei kultúra sírjait tárták itt fel. Számos urna került elő a római-barbár korszakból is, majd a 10-11. században szláv település állhatott ezen a helyen.
A mai települést 1321-ben említik először "Wchkou" alakban. Az Ocskay család ősi birtoka. 1709-ben császári csapatok pusztították el. A 18. században a csejtei uradalom része. 1715-ben szőlőhegye és 14 adózó háztartása volt. 1753-ban 24 család lakta. 1787-ben 36 házában 283 lakos élt. 1828-ban 54 ház állt a faluban 372 lakossal. Lakói mezőgazdasággal, szőlőtermesztéssel foglalkoztak.
Vályi András szerint "OCSKO. Tót falu Nyitra Várm. földes Ura Ocskay Uraság, lakosai katolikusok, fekszik Podolához közel, mellynek filiája, földgye, réttye jó, legelője elég, piatzozása Verbón, Csejtán, és Újhelyben."
Fényes Elek szerint "Ocsko, tót falu, Nyitra vmegyében, Dudvágh mellett; Verbóhoz 3/4 órányira. 354 kath., 4 evang., 24 zsidó lak., s igen jó határral. F. u. az Ocskay család. Ut. p. Galgócz."
A trianoni békeszerződésig Nyitra vármegye Vágújhelyi járásához tartozott.

## Népessége
| Év:            | 1994. | 2004.   | 2014.   | 2024.   |
| -------------- | ----- | ------- | ------- | ------- |
| Emberek száma: | 428   | 448     | 488     | 493     |
| Eltérés:       |       | +4,67 % | +8,92 % | +1,02 % |

| Év:            | 2023. | 2024.   |
| -------------- | ----- | ------- |
| Emberek száma: | 484   | 493     |
| Eltérés:       |       | +1,85 % |

1910-ben 356, túlnyomórészt szlovák lakosa volt.
2001-ben 432 lakosából 429 szlovák volt.
2011-ben 463 lakosából 437 szlovák.

## Neves személyek
- Itt született 1680 körül Ocskay László kuruc brigadéros.
- Itt született 1774-ben Ocskay Ferenc császári és királyi kamarás, birtokos, műgyűjtő, főrend.
- Itt született 1814-ben Ocskay Rudolf főispán, a "Vágvölgy nábobja".
- Itt született 1821-ben Ocskay Alajos birtokos.
- Itt született 1850-ben Ocskay Gusztáv magyar királyi államvasuti főellenőr.

## Nevezetességei
- Szent Cirill és Metód tiszteletére szentelt római katolikus temploma 1860 és 1881 között épült neoklasszicista stílusban.
- A Mária-oszlop 1749-ben készült.
- Az Ocskay család nemesi kúriája 1770 körül épült barokk stílusban, 1830 körül bővítették. Ma régészeti kiállítás látható benne.
- A falu felett mintegy 250 késő bronzkori sírt tártak fel.
- A község határában fogták el 1710. január 1-jén az árulással vádolt Ocskay László kuruc brigadérost. Elfogatásának színhelyén családja emlékoszlopot emeltetett.

## Külső hivatkozások
- Községinfó
- Ocskó Szlovákia térképén
- Skonline.sk
- Tourist-channel.sk